# Philip Speakman Webb

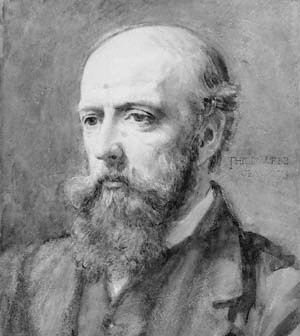
Philip Speakman Webb (1873)

Philip Speakman Webb (* 12. Januar 1831 in Oxford; † 17. April 1915 in Worth, Sussex) war ein englischer Architekt, der auch als Vater der „Arts and Crafts“-Architektur bezeichnet wird.

## Leben
Webb absolvierte eine Lehre im Baubüro von George Edmund Street in Oxford. 1856 lernte er dort William Morris kennen und baute 1859 für ihn dessen Wohnhaus „Red House“ in Bexleyheath südöstlich von London. Nach der Gründung der Werkstätten von Morris, Marshall, Faulkner & Co. 1861 in London war Webb dort als Mitarbeiter tätig. Außerdem unterhielt er ein eigenes Architekturbüro. Er arbeitete als Architekt, Dekorateur, Restaurateur und Kunstgewerbler. Webb und Morris gestalteten einen bedeutenden Teil der „Arts and Crafts“-Bewegung und gründeten im Jahr 1877 die Society for the Protection of Ancient Buildings. Webb beteiligte sich auch an Morris' sozialistischem Bund und wurde dessen Schatzmeister.

## Wirken in der Arts and Crafts Bewegung
Er ist ein wichtiger Teil der Arts and Crafts Bewegung, die in der zweiten Hälfte des 19. Jahrhunderts in Großbritannien aufkam. Webb wurde oft als einer der Mitbegründer dieser Bewegung angesehen und war ein enger Freund und Mitarbeiter von William Morris, einem der führenden Köpfe der Arts and Crafts Bewegung.
Webb war bekannt für seine Arbeit in den Bereichen Architektur, Möbeldesign und Innenarchitektur.  Wesentlichen Aspekte seines Wirkens in Bezug auf die Arts and Crafts Bewegung:
1. Einfluss auf die Bewegung: Philip Webb war eine wichtige Inspirationsquelle für die Ideen und Prinzipien der Arts and Crafts Bewegung. Seine Arbeiten reflektierten die Ideale der Bewegung, die eine Rückbesinnung auf handwerkliche Fertigkeiten, traditionelle Herstellungsverfahren und die Schönheit des Alltags anstrebte.
2. Zusammenarbeit mit William Morris: Webb und William Morris arbeiteten eng zusammen und gründeten die Designfirma „Morris, Marshall, Faulkner & Co.“ im Jahr 1861. Diese Firma war wegweisend für die Arts and Crafts Bewegung und produzierte handgefertigte Möbel, Textilien und andere Kunsthandwerksprodukte.[2]
3. Architektonische Beiträge: Webb war auch als Architekt tätig und entwarf einige bemerkenswerte Gebäude, darunter das berühmte „Red House“ in Bexleyheath. Dieses Haus gilt als eines der ersten, das die Prinzipien der Arts and Crafts Bewegung in der Architektur umsetzte.
4. Handwerkskunst und Qualität: Webb legte großen Wert auf die Qualität der handgefertigten Produkte. Seine Designs zeichneten sich durch klare Linien, einfache Formen und natürliche Materialien aus.
5. Ganzheitliches Design: Ähnlich wie andere Mitglieder der Bewegung verfolgte Webb einen ganzheitlichen Ansatz für Design. Er gestaltete nicht nur die äußere Erscheinung von Gebäuden und Möbeln, sondern auch die Inneneinrichtung, die Möbel und die Dekorationen, um ein harmonisches Gesamtbild zu schaffen.

Insgesamt trug Philip Speakman Webb mit seinem handwerklichen Ansatz und seiner enger Zusammenarbeit mit William Morris maßgeblich dazu bei, die Prinzipien der Arts and Crafts Bewegung zu formen und zu verbreiten. Die Bewegung betonte die Bedeutung von Handwerkskunst und Ästhetik im Alltag und hatte einen großen Einfluss auf die Entwicklung von Design und Kunst im späten 19. und frühen 20. Jahrhundert.

## Werke

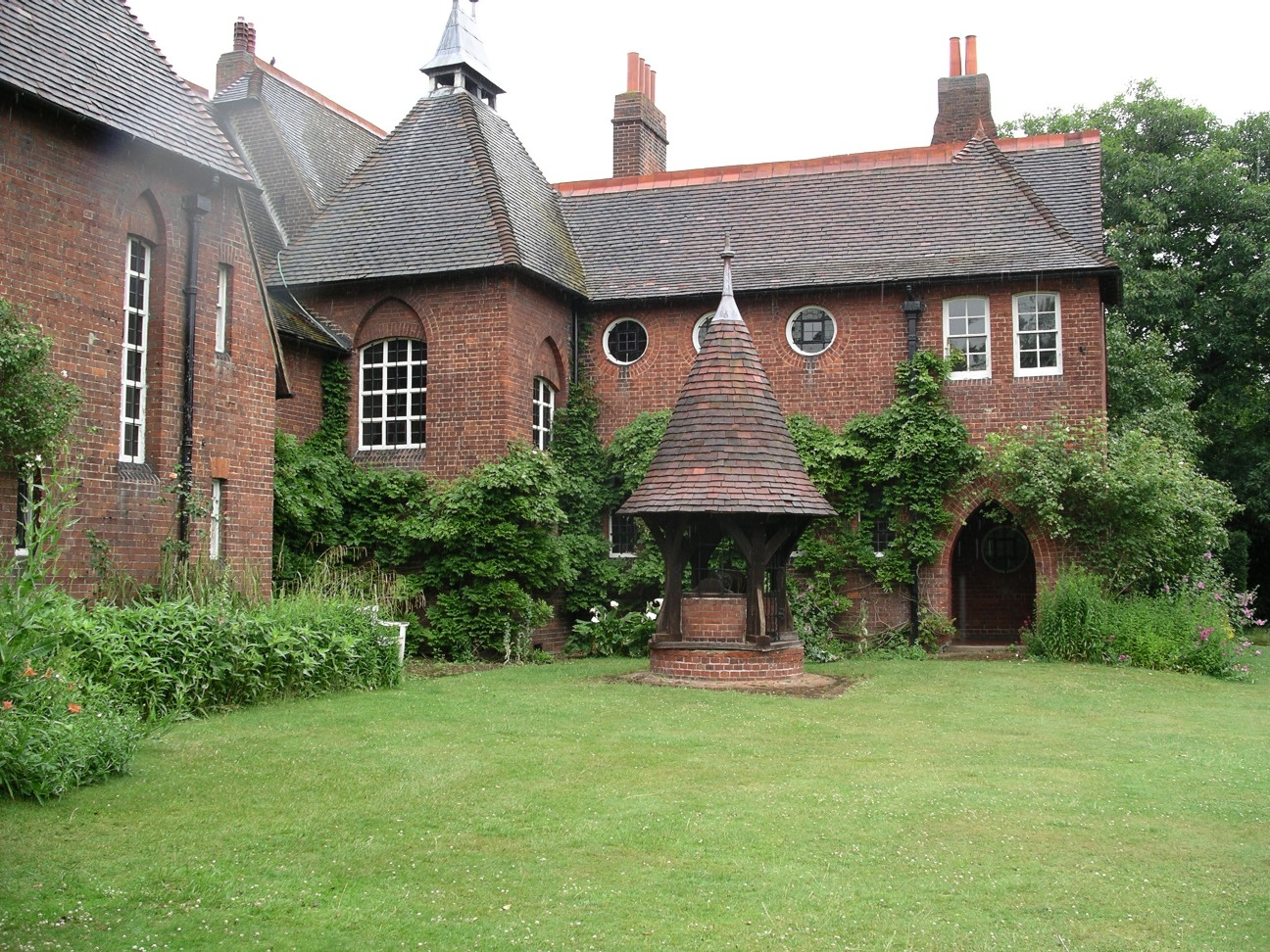
Red House in Bexleyheath

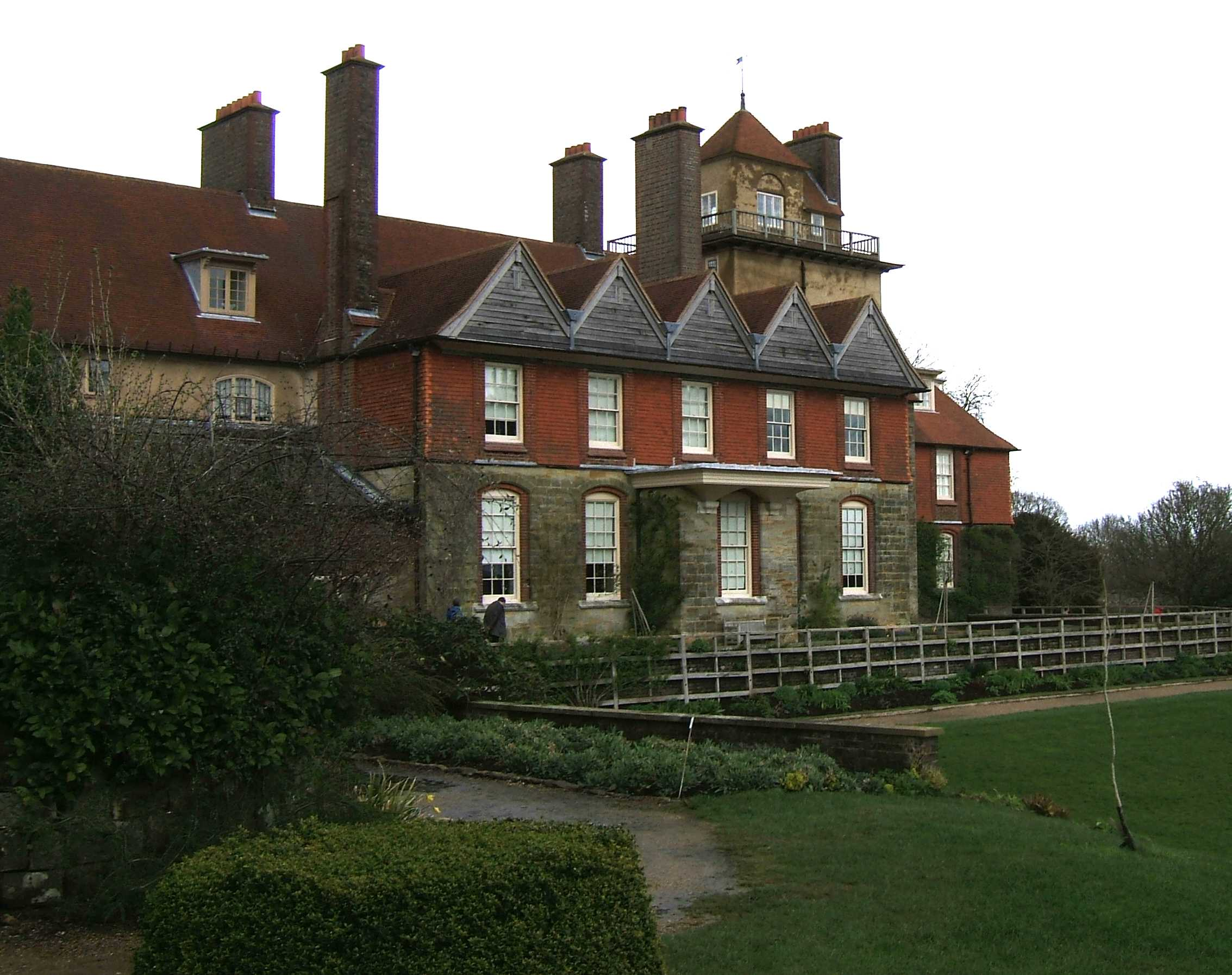
Standen, West Sussex

- Red House (London), Bexleyheath (1859)
- Sandroyd, now Benfleet Hall, Cobham, Surrey (1860)
- Cranmer Hall wing, Fakenham (ca. 1860) und Coach House (1860)
- Arisaig House, Highland (1863, wieder aufgebaut)
- 1 Palace Green, London (1868)
- 19 Lincoln’s Inn Fields, London (1868)
- The West House, 35 Glebe Place, Chelsea, London (1868–1869) für George Price Boyce
- Joldwyns, Surrey (1873)
- Smeaton Manor, Yorkshire (1878)
- Four Gables, Green Lane House, Brampton, Cumbria
- St Martin's Church, Brampton (1878)
- Conyhurst, Surrey (1885)
- Clouds House, Wiltshire (1886)
- Naworth Castle, Cumbria
- Standen, West Sussex (1892–1894)
- Bell & Co Ltd (Büros), Zetland Rd, Middlesbrough (1891)
- Rounton Grange, nahe Middlesbrough (für Sir Isaac Lowthian Bell) - später zerstört
- Forthampton Court, Tewkesbury, Gloucestershire (1889–1892)
- Berkeley Castle, Gloucestershire (1874–1877)